# Mesosemia thetys
Mesosemia thetys är en fjärilsart som beskrevs av Frederick DuCane Godman och Osbert Salvin 1885. Mesosemia thetys ingår i släktet Mesosemia och familjen Riodinidae. Inga underarter finns listade i Catalogue of Life.